# Rózsahegyi István
Rózsahegyi István, születési és 1945-ig használt nevén Róth István (Budapest, 1909. július 18. – Montréal, 2013. június 14.) belgyógyász, egyetemi tanár, az orvostudományok kandidátusa (1958), doktora (1978).

## Életpályája
Róth Vilmos (1878–1944) kereskedő és Klein Zsófia (1883–1957) fiaként született zsidó családban. Középiskolai tanulmányait a Budapesti Evangélikus Főgimnáziumban kezdte, majd a budapesti V. kerületi Magyar Királyi Állami Berzsenyi Dániel Gimnáziumban folytatta, ahol 1927-ben érettségi vizsgát tett. Felsőfokú tanulmányait a numerus clausus miatt Magyarországon nem folytathatta, ezért a Bécsi Egyetem Orvostudományi Karára iratkozott be, azonban 1934-ben a németországi Freiburg im Breisgauban szerzett doktori oklevelet. Medikusként Ludwig Aschoff patológusprofesszor intézetében dolgozott, első publikációi is ekkor jelentek meg. Hazatérése után – 1937-ben – a pécsi Erzsébet Tudományegyetemen honosíttatta oklevelét. 1937 augusztusától 1943 januárjáig a Pesti Izraelita Hitközség Kórházának C Belosztályán dolgozott. 1942-ben belgyógyászati szakvizsgát tett. 1940 augusztusától 3 hónapra behívták munkaszolgálatra, majd 1943. január 15-én ismét be kellett vonulnia. Kezdetben magyarországi munkatáborokba vezényelték, később Balfra, onnan a mauthauseni koncentrációs táborba, s végül Gunskirchenbe került. Huszonhét hónapnyi szenvedést követően, 1945. május 5-én szabadult fel.
1945 júliusában jutott haza, munkaképességét csak 1946-ban nyerte vissza. Első munkahelye az Országos Zsidó Segítő Bizottság (OZSSB) egészségügyi osztálya lett, ahol 1946-tól főorvosként működött. 1948 áprilisától megszervezte a Weiss Manfréd Acél- és Fémművek (1950 után Rákosi Mátyás Acél- és Fémművek) üzemorvosi hálózatát, majd Sztálinváros egészségügyét. 1950. április 1-jétől 1977. július 31-éig, nyugdíjba vonulásáig, az Országos Munkaegészségügyi Intézet (OMI) klinikai osztályának vezetője volt. 1959-ben közegészség- és járványtanból, 1968-ban pedig üzemorvostanból szerzett szakképesítést. 1961 és 1987 között tíz nemzetközi kongresszuson adott elő. Tagja volt az MTA Munkatudományi Bizottságának megalakulásától 1994-ig. 1968-tól nyugdíjba vonulásáig az Országos Vizsgáztató Bizottság tagjaként is működött. Az ETT Rehabilitációs Albizottságát 1958-ig, a Magyar Rehabilitációs Társaság megalakulásáig vezette. Nyugalomba vonulását követően német nyelvre fordította Littmann Imre Sebészeti tudnivalók a körzeti orvosok gyakorlatában című könyvét. 2000-ben, 91 évesen hagyta el Magyarországot és Kanadában telepedett le második feleségével, Mártával, akivel 46 évig volt házas.
Első felesége Molnár Alice (1914–1957) volt, Molnár Sándor magánhivatalnok és Steinfeld Julianna lánya, akivel 1939-ben Budapesten kötött házasságot.

## Tagságai
- NDK Rehabilitációs Társaságának levelező tagja
- Gesellschaft für Tauch- und Überdruckmedizin tiszteletbeli tagja

## Művei
- Munkaártalmak pathogenesise és megelőzése. Fischer Antallal, Gerő Sándorral és Sellei Camillóval. (Orvosi Hetilap, 1949, 15.; 1950, 31–32.)
- A coissonbetegség etiológiája, pathogenezise és klinikája. (Orvosi Hetilap, 1954, 7.)
- Caisson munkások idült osteoarthropathiája. Deák Pállal. (Orvosi Hetilap, 1955, 24.)
- Carsson munkások elektrokardiographiás vizsgálata. Kenedi Istvánnal. (Orvosi Hetilap, 1955, 36.)
- A caisson-betegségről. Kandidátusi értekezés. (1958)
- A rehabilitáció újabb útjai. (Orvosi Hetilap, 1959, 17.)
- Ólommérgezettek kezelése hazai, E. Gy. T. 1271 jelzésű calcium-dinatrium-aethylendiamin-tetraacetát (Ca EDTA) készítménnyel. Soós Gáborral, Erdődi Zoltánnal. (Orvosi Hetilap, 1959, 30.)
- A klinikus feladatai a rehabilitációban. (Orvosi Hetilap, 1960, 32.)
- A munkaköri alkalmasság orvosi megállapításának irányelvei. I–II. kötet. Szerk. Rózsahegyi István. Budapest, 1961
- Újabb adatok a caisson munkások EKG-eltérésének keletkezéséhez és a szivetváltozás dinamikájához. Kenedi Istvánnal. (Magyar Belorvosi Archivum, 1962, 3.)
- A rehabilitáció jelentősége és módszerei. (Orvosi Hetilap, 1962, 15.)
- Fokozott S-hydroxyindolecetsav-ürítés caissonmunkásokon. (Orvosi Hetilap, 1962, 49.)
- Szubakut izocianát mérgezés, újabb ipari mérgezés. Román Évával. (Orvosi Hetilap, 1963, 4.)
- Az éjjeli szanatóriumok szerepe a rehabilitációban. (Orvosi Hetilap, 1963, 33.)
- A Frenolonnak a reakcióidőre, a tremorra és a koordinációra gyakorolt hatására vonatkozó vizsgálatok. Hódos Tiborral, Soós Gáborral.  (Magyar Belorvosi Archivum, 1964, 5.)
- A Trioxazin hatása a tremorra, a reakcióidőre és a koordinációra. (Magyar Belorvosi Archivum, 1966, 6.)
- Diagnosztikus és prognosztikus tapasztalataink CaEDTA adagolásával ólommérgezésben. Soós Gáborral, Román Évával. (Orvosi Hetilap, 1966, 30.)
- A felvétel előtti orvosi vizsgálat jelentősége a vibrációs ártalmak megelőzésében. Kákosy Tiborral, Román Évával és Soós Gáborral. (Orvosi Hetilap, 1967, 37.)
- A tri-orto-krezil-foszfát (TOCP) mérgezésről egy eset ismertetése kapcsán. Soós Gáborral, Dobranovics Ilonával, Román Évával és Kákosy Tiborral. (Orvosi Hetilap, 1967, 47.)
- A brucellosis differenciáldiagnosztikai problémái. Román Évával, Soós Gáborral és Kákosy Tiborral. (Orvosi Hetilap, 1968, 23.)
- Időszakos orvosi vizsgálatok jelentősége a vibrációs ártalmak megelőzésében. Kákosy Tiborral, Román Évával és Soós Gáborral. (Orvosi Hetilap, 1969, 14.)
- A túlnyomásos oxigén alkalmazása a gyógyításban. (Akadémiai Értesítő, 1970)
- A rehabilitatio néhány kérdése a szülészetben és a nőgyógyászatban. (Magyar Nőorvosok Lapja, 1973, 1.)
- Carsson munkások audiológiai vizsgálata. Láng Judittal. (Orvosi Hetilap, 1975, 6.)

## Díjai, elismerései
- Magyar Népköztársasági Érdemérem arany fokozata (1950)[4]
- Érdemes Orvos (1954)[5]
- Szocialista Munkáért Érdemérem (1960)[6]
- Kiváló orvos (1973)
- Munka Érdemrend ezüst fokozata (1976)[7]
- Markusovszky-emlékérem (1984)